# Septembergesetze
Die Septembergesetze in Frankreich wurden zur Beschränkung der Presse am 9. September 1835 unter dem Ministerium Broglie-Thiers und Guizot erlassen, nachdem am 28. Juli 1835 während der Feierlichkeiten zu den Jahrestagen der Julirevolution während einer Parade Joseph Fieschi ein Attentat auf Louis-Philippe I. verübt hatte. Der oppositionellen Presse wurde vorgeworfen, das Klima für den Anschlag bereitet zu haben. Die Gesetze führten die Zensur wieder ein und erhöhten die Strafen für alle Pressevergehen drastisch. Das Bekenntnis zur Republik wurde verboten.
Die Septembergesetze gaben viel Stoff zu literarischen Erörterungen und zu leidenschaftlichen und beißenden Bemerkungen in den Kammerverhandlungen. Am 7. März 1848 wurden sie von Adolphe Crémieux außer Kraft gesetzt.